# ونوت
ونوت, المعروفة أيضًا باسم وينوت أو وينيت, كانت إلهة مصرية قديمة للأرانب والثعابين والخصوبة والولادة الجديدة.
وكانت تُعرف بـ "السريعة"، وكان الأرنب حيوانها المقدس، لكنها في الأصل كانت تأخذ شكل الحية. وقد جاءت من إقليم مصر العليا الخامس عشر، إقليم الأرنب (الذي كان يُطلق عليه "ونت" بالمصرية)، وكانت تُعبد مع تحوت في عاصمتها الأشمونين (بالمصرية: ونو). وفيما بعد، تم تصويرها بجسد امرأة ورأس أرنب. انضمت إلى عبادة حورس ومن ثم إلى عبادة رع.

## أصل الاسم

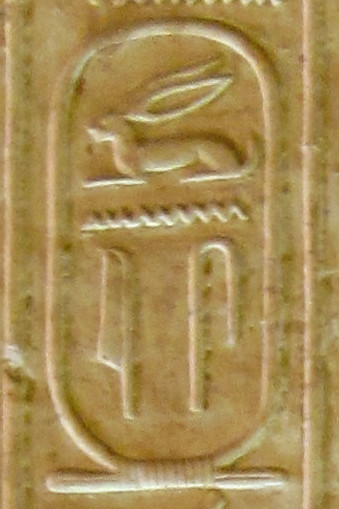
خرطوش الملك ونيس ويظهر فيه أرنب الإلهة ونوت

يمكن تمثيل اسمها بخمس طرق مختلفة بالكتابة هيروغليفية، لكنها نادرًا ما تظهر في الأدب والنقوش. تم اتخاذ اسمها في المرتبة العليا الملكية مرة واحدة فقط في التاريخ المصري الطويل. ورفيقها الذكر هو ويننو، الذي كان في بعض الأحيان يُعتبر شكلًا من أشكال أوزيريس أو رع.
والملك الوحيد الذي اندمج اسمه باسمها كان ونيس.

## تصوير
غالبًا ما تُصوّر ونوت كامرأة ذات رأس أرنب صحراوي مصري، Lepus capensis. وقد اعتبر المصريون الأرنب مثالًا على السرعة واليقظة والحواس المتنبهة، لكن شكل الحيوان كان أيضًا يُتخذ من قبل بعض آلهة العالم السفلي. يمكن أن تكون التمائم التي تمثل الأرنب ذات الصلة بجانب من جوانب طبيعة المخلوق أو قد تكون رمزية لهذه الإلهة.

## معرض الصور

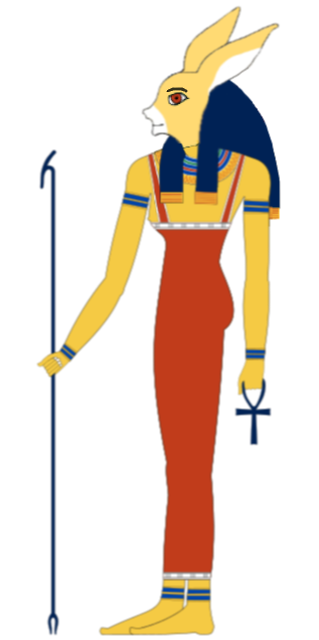
ونوت كإلهة بجسد بشري؛ تخيلها من قبل فنان حديث